# Federico Spinola
Federico Spinola (Federico Spínola, en espagnol) (Gênes, 1571 - L'Écluse, 26 mai 1603) est un militaire et un marin génois au service de Philippe II et de Philippe III d'Espagne pendant la révolte hollandaise. Il appartient à la prestigieuse famille Spinola.

## Biographie
Spinola est né à Gênes en 1571 et a étudié à l'Université de Salamanque en vue d'une carrière ecclésiastique. Au lieu de poursuivre dans cette voie, il s'est engagé dans l'armée des Flandres commandée par Alexandre Farnèse, duc de Parme.
En 1598, les frères Federico et Ambrogio Spinola, contractent une « condotta » (contrat) avec le roi d'Espagne. Reçu à la cour à Valladolid, Federico convainc Philippe III de mettre six galères à sa disposition, avec lesquelles il se rendra à L'Écluse, pour harceler les navires hollandais et lancer une invasion de l'Angleterre. Son projet a été approuvé, et une escadre de six galères a été placée sous son commandement, qu'il mène à L'Écluse (Sluis en néerlandais) en 1599, établissant là sa base d'opérations. Huit autres galères ont quitté l'Espagne sous son commandement en 1602, pour renforcer l'escadre de L'Écluse, mais seulement quatre d'entre elles sont arrivées au port. Deux ont été perdues lors de la bataille de la baie de Sesimbra (en) (le 3 juin 1602) et deux autres lors de la bataille du Pas de Calais (en) (les 3 et 4 octobre 1602). Le 26 mai 1603, Spinola meurt lors de la Bataille de L'Écluse, mettant fin à son expérience d'introduire les techniques de guerre navale de Méditerranée dans les eaux du Nord.
Un portrait de lui a été peint par Federico Barocci en 1595, et un poème de Francisco de Quevedo commémore ses exploits.